# Евсеева, Екатерина Алексеевна
Екатерина Алексеевна Евсеева (Хасанова) (род. 23 мая 2001 года, Нижний Тагил, Россия) — российская самбистка. Чемпионка России. Призёрка чемпионата мира по самбо. Мастер спорта России международного класса по самбо.

## Биография
Екатерина родилась 23 мая 2001 года в Нижнем Тагиле Свердловской области. Она является воспитанницей нижнетагильской спортивной школы «Тагилстрой». Первым тренером был Николай Пляшкун. Представляет спортивный клуб «Родина» и Свердловскую область на всероссийских чемпионатах.

## Спортивная карьера
В январе 2022 дошла до финала первенства России среди самбистов до 24 лет. В феврале 2022 года была с бронзовой наградой на Кубке Европы в Беларуси, после кубка Европы Хасанова выступила на чемпионате России и впервые стала чемпионкой страны, одолев в финале именитую Марию Молчанову из Пермского края. В ноябре 2022 года стала третьей на чемпионате мира в Бишкеке в весе до 50 кг. В июне 2024 года стала третьей на чемпионате России по пляжному самбо.

## Спортивные результаты
- Взрослый уровень:
  - 2021 Кубок России — ;[1]
  - 2021 Кубок Европы — ;[1]
  - 2022 Чемпионат России — ;
  - 2022 Чемпионат мира — ;
  - 2022 Кубок Европы — ;
  - 2024 Чемпионат России по пляжному самбо — ;

- Юниорский уровень:
  - 2019, 2020 Первенство России — ;
  - 2022 Первенство России до 24 лет — ;

- Кадетский уровень
  - 2016 Дети Азии — ;[3]

## Личная информация
Живет и тренируется в г. Екатеринбург.